# Gabonese parlementsverkiezingen (2018)
De Gabonese parlementsverkiezingen van 2018 vonden op 6 oktober (eerste ronde) en 27 oktober (tweede ronde) plaats en resulteerden in een overwinning voor de Parti démocratique gabonais (PDG), een partij die al sinds  1968 ononderbroken aan de macht is. De PDG leverde t.o.v. de verkiezingen in 2011 wel vijftien zetels in en hield er 98 over in de Nationale Vergadering. De verkiezingen zouden aanvankelijk in 2016 worden gehouden, maar werden tot tweemaal toe uitgesteld.

## Uitslag
| Partij                                 | Zetels  | %      |
| -------------------------------------- | ------- | ------ |
| Parti démocratique gabonais            | 98      |        |
| Les Démocrates                         | 11      |        |
| Restauration des Valeurs Républicaines | 6       |        |
| Sociaux-Démocrates du Gabon            | 5       |        |
| Rassemblement héritage et modernité    | 5       |        |
| Union nationale                        | 2       |        |
| Parti social-démocrate                 | 2       |        |
| Overige partijen                       | 6       |        |
| Partijloos                             | 8       |        |
| Totaal                                 | 143     |        |
|                                        |         |        |
| Geregistreerde kiezers/ Opkomst        | 680.194 | 58,63% |
| Bron: GabonActu                        |         |        |